# Војислав Бакић
Војислав Бакић (Перна, 22. август 1847 — Београд, 30. април 1929) био је српски педагог, професор и директор Учитељске школе у Крагујевцу, редовни професор и два пута ректор Велике школе у Београду. Један је од најзначајнијих српских педагога.

## Биографија

### Школовање у Карловцима и Сомбору
Војислав Бакић завршио је основну школу у Перни као одличан ђак. Учитељ га је још неколико година после завршетка основне школе задржао као свог помоћника. Даље школовање, шесторазредну реалку, В. Бакић наставља у Карловцу. Неко време станује код проте Николе Беговића, чијим заузимањем добија стипендију од црквене општине за даље школовање. Поред немачког језика (у реалци се настава одржавала на немачком језику), учи и немачку стенографију, а приватно учи француски и италијански језик. Након реалке уписује Учитељску школу у Сомбору, у којој је у току једне године (1868-1869) савладао програм двогодишњег учитељског образовања и добио диплому учитеља. Покушавајући да дође до стипендије, у Сомбору приватно поучава ученике основних школа, трговачке помоћнике и младе ученике из немачког језика и стенографије. Помаже Вукићевићу око уређења библиотеке Учитељске школе, чита и преводи чланке са немачког и француског језика, учи да свира виолину, пише уџбеник из српске стенографије. У Учитељској школи у Сомбору одржао је јануара 1870. године, своју прву светосавску беседу коју је Светозар Милетић исте године објавио у Школи. За будући Бакићев рад кључно је што је 1869. године прихватио да ради као стенограф на скупштини Уједињене омладине српске у Кикинди, што му је омогућило да упозна многе значајне личности из свих српских крајева. Потом је на позив Светозара Милетића прихватио да стенографише рад Црквено-народног сабора у Сремским Карловцима. Водио је стенографске белешке на седницама Сабора које су ојављиване у Застави С. Милетића и Народу Јована Суботића.
О познанству са Милетићем и утицају који је он имао на његово духовно формирање пише 1926. године за Летопис матице српске чланак у коме је већ избором наслова “Светозар Милетић – идеал српске омладине”, још једном потврдио своју везаност за Милетићев политички и национални програм.

Захваљујући раду у Српском сабору и испољеним способностима, В. Бакић је постао питомац Сабора и добио је стипендију за студије педагогије у Немачкој. Обавезао се да ће по завршеним студијама шест година бити у обавези да ради на месту на које га Сабор постави. 
Одлуку да се Бакић упути на студије педагогије донео је лично др Ђорђе Натошевић.

### Студије у Немачкој
Прве две године студира у Лајпцигу код познатог хербартовца Туискона Цилера, у то време председника Немачког друштва за научну педагогију. Научна педагогија развијала се из Хербартовог педагошког учења, а Цилер је уносио у њега савремена педагошка сазнања. Овај покрет је седамдесетих година 19. века доминирао европском педагошком сценом. Извесна “крутост” Цилеровог учења, међутим, одвела је Бакића на Универзитет у Хајделбергу, на коме је слушао последња три семестра. За Хајделберг се определио због професора Карла Фолкмара Стоја (Karl Folkmar Stoy), који је, као и Цилер, био представник научне педагогије, али је заступао далеко слободоумније погледе. Професор Стој је у Јени основао први универзитетски педагошки семинар у Немачкој, који је у свом саставу имао школу вежбаоницу за хоспитовање и практичну обуку студената, а исти је покушао да организује и на Универзитету у Хајделбергу.
Бакић је добро знао да српска јавност у Војводини и Кнежевини Србији још нема довољно знања о немачким школама, ни јасних представа о начину на који треба да се уреди српско школство. Донео је одлуку да се у Карловце не враћа без докторске дипломе. Ово су били разлози да по доласку у Хајделберг почне да пише дневник свога рада који је водио до пред крај живота.
Током студија у Немачкој написао је десетак чланака које је објавио у Школи М. Ђ. Милићевића, Српској народној школи Стевана В. Поповића, новосадском Гласу народа и либералној Застави. Теме којима се бавио у својим првим научним радовима биле су образовање и положај учитеља, уређење основних школа и образовање женске деце. Већ у овим првим радовима Бакић је изнео погледе које је наставио да заступа по одласку у Србију и настојао да спроведе у праксу: најпре о потреби обавезне општеобразовне основне школе, о педагошком образовању учитеља и наставника и становиште да педагогија треба да има статус универзитетске дисциплине.
Докторску дисертацију посвећену педагошким идејама Жан Жака Русоа одбранио је у Лајпцигу 1874. године. Прво је даје професору Стоју на читање. Стојева процена била је да је реч о “правој немачкој научној расправи”. Одушевљен, понудио је Бакићу да му нађе издавача који ће му дисертацију штампати, чак га и позива да остане у Јени као сарадник на његовом Педагошком семинару.

### Рад у Србији
По повратку у Карловце 1874.године Бакић је изабран за посланика у Црквено-народном сабору, а потом за школског надзорника у Горњокарловачкој и Пакрачкој епархији српској, будући да је по процени главног надзорника српских школа, Ђорђа Натошевића, имао најбоље квалификације. Овај избор одбио је бан Хрватске, Иван Мажуранић. Након ове одлуке Бакић је упутио молбу министру просвете Кнежевине Србије, Стојану Новаковићу за пријем у професорску службу.

#### Професор у Учитељској школи
У Учитељској школи Бакић је предавао педагогију, али једно време и етику, психологију и немачки језик. Његовом заслугом школа је продужена на четири године. Године 1878. за ученике Учитељске школе објавио је Науку о васпитању, први уџбеник из систематске педагогије на српском језику који је имао у целини аутономну научну основу. Истовремено пише уџбеник Наука о поштењу (Етика). Целокупна организација Учитељске школе у периоду 1875. до 1905. године била је Бакићево дело. Он је био творац законских предлога о уређењу Учитељске школе, наставних програма, правила о полагању пријемних испита, правила о полагању учитељских испита, дисциплинских правила за ученике, правила о додели државног благодејања... Уопште, активан је у раду на унапређењу школства и просвете.
Чланом Просветног савета постао је чим је основан, 1880. године. У том Савету, чији је једно време био и председник, радио је до пензионисања, пуних 25 година.
Године 1881. покренуо је педагошки часопис Васпитач, који је изашао у 18 свезака и који је сам угасио након што је Учитељско удружење донело одлуку да покрене свој часопис Учитељ.
Као већ познати педагог, Бакић 1882. постаје редовни члан Педагошког књижевног збора Хрватске, а годину дана касније члан Српског ученог друштва.
Један је од оснивача Српске књижевне задруге 1892. године, члан многих одбора, писац рецензија.
Бавио се разноврсном педагошком проблематиком: општим и теоријским питањима педагошке науке, методичким питањима наставе у основној и средњој школи, националним и патриотским васпитањем, васпитањем деце у породици.

#### Професор педагогије на Филозофском факултету Велике школе
Године 1892. изабран је за професора педагогике и методике на Филозофском факултету Велике школе, на новооснованој катедри за педагогију. Биран је за “старешину” Филозофског факултета, а два пута је био и ректор Велике школе (1895/96 и 1897/98), тадашње највише школске установе у Србији.
Бакић се непрекидно залагао да се Велика школа претвори у први српски универзитет. Био је у свим комисијама које су правиле нацрте “уређења” универзитета. Када је коначно 1905. године Велика школа постала Универзитет, тадашња влада Србије није хтела да призна и потврди универзитетску професуру свима онима који су то звање имали на Великој школи. Иако је он за релативно кратко време свог рада на Великој школи успео да отпочне и изгради систем педагошких студија, да организује Педагошки семинар, да напише више запажених радова, укључујући нову верзију Опште и Посебне педагогике, иако је неуморно и ватрено радио на стварању универзитета, понуђено му је ниже звање од оног које је имао на Великој школи. Увређен, он је то одбио и затражио да буде пензионисан. Његовом захтеву одмах је удовољено. Разлози су били политички јер стручност Бакићева није могла бити оспорена. У питању је био обрачун радикалске владе Николе Пашића са припадницима других политичких партија, укључујући либерале чији је Бакић био члан.
После 1905. године др Војислав Бакић готово потпуно престаје да активно учествује у јавном животу. Повукао се из свих организација и установа у којима је дотад радио. Наставља да и даље прати педагошку и друге за педагогију значајне литературе. Одржава личне контакте са већим бројем познатих светских педагога и даље пише и објављује радове о појединим педагошким проблемима.